# تاكويا مور
تاكويا مور (باليابانية: 室 拓哉) (2 نوفمبر 1982 في سويتا في اليابان – )؛ هو لاعب كرة قدم ياباني سابق كان يلعب كحارس مرمى.

## وصلات خارجية
- تاكويا مور على موقع رابطة كرة القدم اليابانية للمحترفين (اليابانية)
- تاكويا مور على موقع قاعدة بيانات كرة القدم.إي يو (الإنجليزية)
- تاكويا مور على موقع Soccerway.com (الإنجليزية)
- تاكويا مور على موقع عالم كرة القدم.نت (الإنجليزية)
- تاكويا مور على موقع كووورة